# Teddy Pendergrass
Teddy Pendergrass (Philadelphia, 1950. március 26. – Bryn Mawr, 2010. január 13.) amerikai soul és R&B énekes, dalszerző. Theodore DeReese Pendergrass élete nagy részét Philadelphia környékén élte le. A Harold Melvin & the Blue Notes énekeseként szerzett hírnevet. Pendergrass karrierje megszakadt, amikor 1982 márciusában egy autóbaleset következtében deréktól lefelé lebénult. Később folytatni tudta sikeres pályáját, de 2007-ben bejelentette visszavonulását.

## Pályakép
Pendergrass zenei gyökerei szülővárosa, Philadelphia gospel kórusaiban keresendők. 1969-ben Teddy Pendergrass és doo-wop bandája, a „The Cadillacs” volt a Harold Melvin and the Blue Notes R&B/soul együttes koncerttnyitó előadója. A zenekar alapítója, Harold Melvin ekkor felvette beugrónak Pendergrasst John Atkins akkori énekesük helyettesítésére, aki egy 1970-és betegsége miatt hiányzott a már leszervezett turnéról. A zenekar aztán számos kereskedelmi sikert aratott, mielőtt Pendergrass végül úgy döntött, hogy elszakad a bandától, és szólóénekesként folytatja a pályát.
Pendergrass első albumai közül négy 1977 és 1981 között platinalemez lett. Egyikük-másikuk top 10-es sláger lett poplistákon. A „Teddy” című album az 5. helyet érte el az amerikai albumlistákon. A női rajongók nagy száma miatt a Pendergrass olyan koncerteket is tartott, amelyeken csak nők vehettek részt.
Pályafutása csúcsán 1982. március 18-án súlyos autóbalesetet szenvedett. Egy zöld Rolls-Royce lehajtott az autópályáról Philadelphia északnyugati részén. Felmerült a gyanú, hogy a jármű fékjeit megbabrálták. Pendergrass sérülései olyan súlyosak voltak, hogy lebénult, és tolószékbe kényszeült. Pályafutását azonban folytatni tudta. A Philadelphia International Recordsnál megjelent nyolc albuma után 1984-ben az Elektra Recordshoz költözött.
1984-ben tolószékben ülve énekelt a „Hold Me” című videóban Whitney Houstonnal.
1985. július 13-án Pendergrass az Ashford & Simpson társaságában lépett fel a philadelphiai Live Aid koncerten. Az 1980-as, -90-es években további albumokat és Patricia Romanowskival együtt írt életrajzát is megjelentette „Titel Truly Blessed” címmel.
2009-ben vastagbélrákot diagnosztizáltak nála. Sikeres műtéten esett át és hazaengedték. Másnap azonban visszavitték a kórházba akut légzőrendszeri problémák miatt. Hét hónappal később tüdőelégtelenségben meghalt egy philadelphiai kórházban.

## Stúdióalbumok
- Teddy Pendergrass (1977)
- Life Is a Song Worth Singing (1978)
- Teddy (1979)
- TP (1980)
- It's Time for Love (1981)
- This One's for You (1982)
- Heaven Only Knows (1983)
- Love Language (1984)
- Workin' It Back (1985)
- Joy (1988)
- Truly Blessed (1991)
- A Little More Magic (1993)
- You and I (1997)
- This Christmas (I'd Rather Have Love) (1998)

## Díjak
- Grammy-díjra ötször jelölték (1979, 1982, 1986-9, 1992, 1994)
- Pendergrass 1979 és 1981 között több jelölést kapott az American Music Awardsra.
- 1979: Lou Rawls énekessel holtversenyben elnyerte a Favourite Soul/R&B férfi előadó AMA díjat.
- 2021: Pendergrass posztumusz bekerült a National Rhythm & Blues Hall of Famebe.
- 2023-ban a Rolling Stone a 42. helyre sorolta Pendergrasst minden idők 200 legjobb énekese listáján.

## Fordítás
Ez a szócikk részben vagy egészben  a   Teddy Pendergrass című német Wikipédia-szócikk ezen változatának fordításán alapul.  Az eredeti cikk szerkesztőit annak laptörténete sorolja fel. Ez a jelzés csupán a megfogalmazás eredetét és a szerzői jogokat jelzi, nem szolgál a cikkben szereplő információk forrásmegjelöléseként.